# 5234 Sechenov
5234 Sechenov eller 1989 VP är en asteroid i huvudbältet som upptäcktes den 4 november 1989 av den rysk-sovjetiska astronomen Ljudmila Karatjkina vid Krims astrofysiska observatorium på Krim. Den är uppkallad efter den ryske fysiologen Ivan Setjenov.
Asteroiden har en diameter på ungefär 14 kilometer och tillhör asteroidgruppen Pallas.